# 格奧爾根貝格山 (恩斯)
48°12′58″N 14°28′54″E / 48.21611°N 14.48167°E
格奧爾根貝格山（德語：Georgenberg），是奧地利的山峰，位於該國北部，由上奧地利州負責管轄，處於恩斯境內，海拔高度278米，該山峰在新石器時代開始有人類居住。